# Енох Л. Джонсон
Енох Льюіс «Накі» Джонсон (англ. Enoch Lewis «Nucky» Johnson; 20 січня 1883 — 9 грудня 1968) — американський політичний діяч та бізнесмен, шериф в окрузі Атлантик, бос Республіканської партії у штаті Нью-Джерсі. Був авторитетом у істеблішменті, бізнесових колах та злочинному світі узбережжя північного сходу США. Майже відкрито був партнером багатьох відомих гангстерів. Будучи спочатку шерифом округу, а потім його скарбником, він впливав на формування місцевого уряду, підтасовував результати виборів та організував систему рекету над бізнесом штату. Через відкати Накі домагався державного фінансування будівельних проектів у регіоні.

## Життєпис
Енох Льюїс Джонсон народився 20 січня 1883 року в містечку Галловей. Він походив з родини ірландських емігрантів Сміта та Вірджинії Джонсон. У 1886 році батько Накі Джонсона був обраний шерифом округу Атлантик, штат Нью-Джерсі, на трирічний термін, і сім'я переїхала до Мейс Лендінг. Накі Джонсон у 1906 році став помічником шерифа при своєму батьку.
У 1908 році він був обраний шерифом округу Атлантик, коли термін його батька закінчився, та перебував на цій посаді до 1911 року.
Був обраний секретарем Виконавчого комітету республіканської партії округу Атлантик у 1909 році. У 1911 році Накі Джонсон став лідером республіканської партії округу Атлантик, після того як попереднього партійного боса Луї Куенла визнали винним у корупції та ув'язнили.
Він близько 30 років очолював Республіканську партію округу Атлантик у штаті Нью-Джерсі. Піднесенню Накі Джонсона сприяла 18-та поправка до конституції США, так званий «сухий закон» Ендрю Волстеда, який набув чинності в 1920 році та на 13 років забороняв виробництво і продаж спиртного у країні. Так Накі Джонсон почав займатися бутлегерством. При Накі Джонсоні порт в Атлантик-Сіті був один з найбільших портів для контрабанди спиртного.
Під кінець 1920-х років бутлегери стали переходити один одному дорогу. Щоб не перестріляти один одного, гангстери Нью-Йорка та Чикаго об'єдналися. У це об'єднання увійшли окрім Накі Джонсона такі відомі мафіозі як: Лакі Лучано. Арнольд Ротштейн, Джон Торріо, Меєр Ланськи. Так у 1927 році з'явилася сімка впливових бутлегерів. У 1929 році, у готелі «Ritz» в Атлантик-Сіті, відбулися збори «Великої сімки».
У 1941 році Накі Джонсону пред'явили звинувачення у несплаті податків у розмірі 120 тис. доларів. Він отримав 10 років в'язниці. Термін ув'язнення скоротили за те, що Накі Джонсон здав кількох спільників та поклявся в суді, що бідний. 15 серпня 1945 року Накі Джонсон вийшов з в'язниці.
Звільнившись, Джонсон відійшов від справ. Він мешкав зі своєю дружиною та братом у будинку, що належав родичам його дружини, в Атлантик-Сіті.
Накі Джонсон помер 9 грудня 1968 року в місті Нортфілд, Нью-Джерсі, маючи 85 років.

## Особисте життя
У 1906 році Накі Джонсон одружився з Мабель Джефріс. Мейбль померла у 1912 році. Після смерті дружини Накі Джонсон почав пиячити.
1 серпня 1941 року Накі Джонсон, у віці 58 років, одружився з 33-річною американкою шведського походження Флоренцією Осбек, з якою він зустрічався протягом трьох років.

## У кінематографі
У серіалі «HBO» «Підпільна імперія» персонаж Накі Томпсон, який зіграв Стів Бушемі, був створений на основі Накі Джонсона.